# 因克維勒湖
47°11′53″N 7°39′43″E / 47.19806°N 7.66194°E

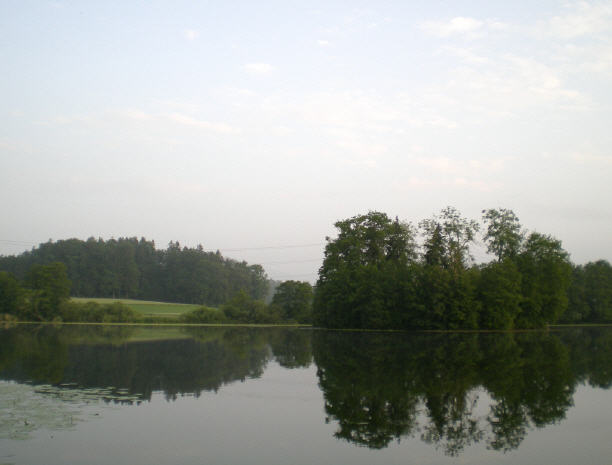

因克維勒湖（Inkwilersee），是瑞士的湖泊，位於該國西部，處於伯恩州和索洛圖恩州接壤的邊界，長0.5公里、寬0.3公里，面積0.1平方公里，海拔高度461米，平均水深2.9米，最大水深6米。